# Cappella della Scala Santa (Vetulonia)
La cappella della Scala Santa è un edificio religioso situato nel comune di Castiglione della Pescaia. La sua ubicazione è nei pressi di Vetulonia, rispetto al cui centro abitato sorge a nord-est, su un'altura che domina la sottostante località di Scala Santa.
L'edificio religioso fu costruito nella prima metà del Novecento, più precisamente nel 1935, e consacrato nel 1936. La sua costruzione fu voluta dalla famiglia Renzetti e, secondo l'originario progetto, doveva essere adibita a cappella sepolcrale.
La cappella della Scala Santa si presenta come un semplice edificio religioso ad aula unica che si sviluppa a pianta quadrata, rievocando negli elementi stilistici le varie cappelle rurali presenti nella zona. Situata sulla vetta di un'altura priva di vegetazione, la chiesetta è circondata da una serie di cipressi che furono impiantati nell'epoca di costruzione, in base all'uso al quale il luogo di culto sembrava essere destinato. Tuttora consacrata, la cappella presenta strutture murarie rivestite esternamente in pietra, con il portale d'ingresso architravato con soprastante timpano triangolare che si apre al centro della facciata principale anteriore, che culmina alla sommità con un caratteristico campanile a vela con un'unica cella campanaria ad arco tondo.